# Rotundaria pustulosa
Rotundaria pustulosa е вид мида от семейство Unionidae. Видът не е застрашен от изчезване.

## Разпространение и местообитание
Разпространен е в Канада (Онтарио) и САЩ (Айова, Алабама, Арканзас, Вирджиния, Западна Вирджиния, Илинойс, Индиана, Канзас, Кентъки, Луизиана, Минесота, Мисисипи, Мисури, Мичиган, Небраска, Ню Йорк, Оклахома, Охайо, Пенсилвания, Северна Каролина, Тексас, Тенеси, Уисконсин и Южна Дакота).
Обитава пясъчните дъна на сладководни басейни и реки.

## Описание
Популацията на вида е стабилна.